# Omalogyra fusca
Omalogyra fusca is een slakkensoort uit de familie van de Omalogyridae. De wetenschappelijke naam van de soort is voor het eerst geldig gepubliceerd in 1908 door Suter.